# إرنست فيشر
إرنست أوتو فيشر (بالألمانية: Ernst Otto Fischer) هو كيميائي ألماني حاصل على جائزة نوبل في الكيمياء سنة 1973. ولد في 10 نوفمبر 1918 وتوفي في 23 يوليو 2007.

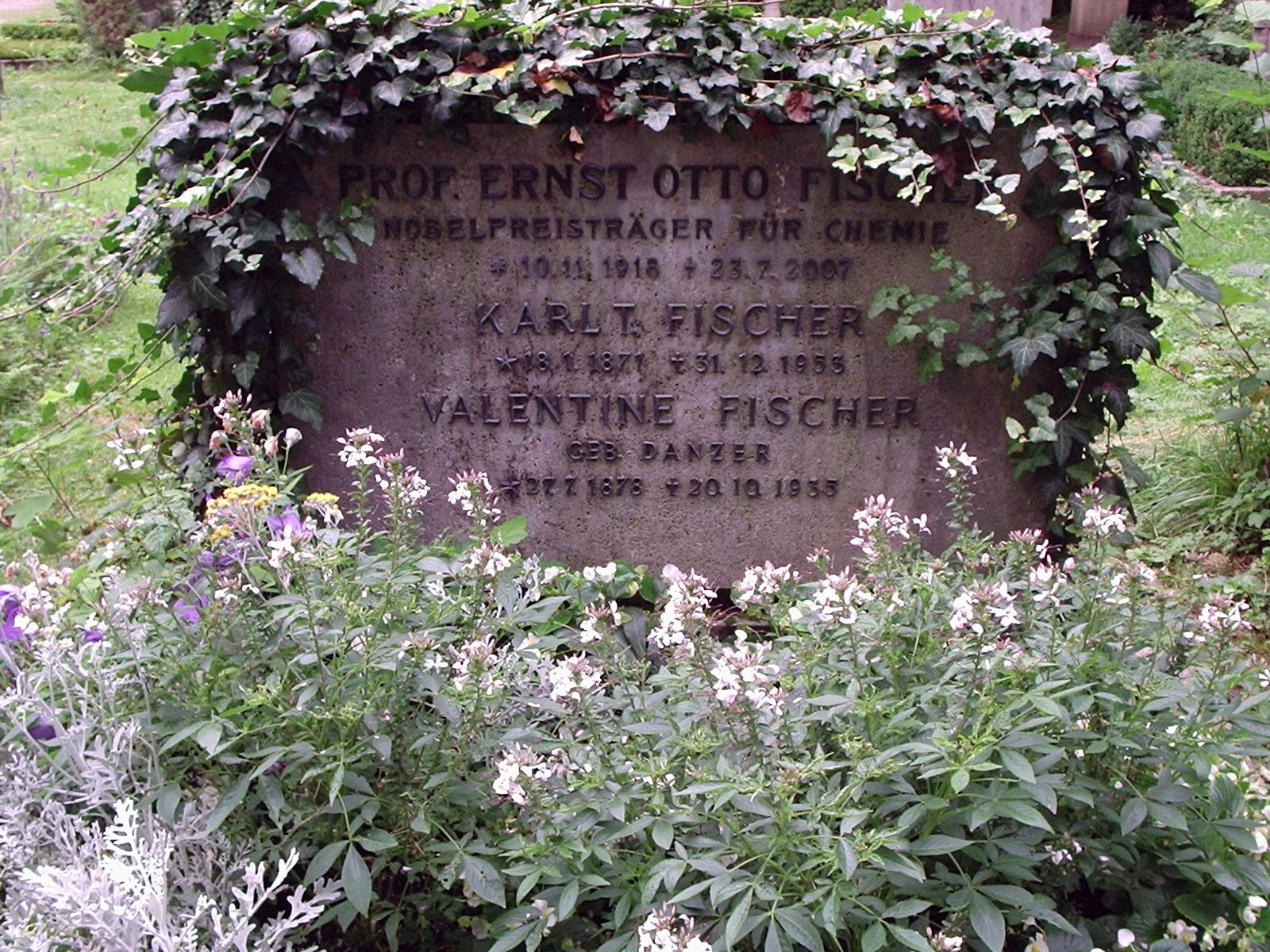
قبر إرنست أوتو فيشر

ولد إرنست لأب فيزيائي يعمل في جامعة ميونخ . تحصل على الثانوية العامة سنة 1937. قبل أنتهاء خدمته العسكرية اندلعت الحرب العالمية الثانية فخدم في كل من بولندا وفرنسا وروسيا. بدأ في سنة 1941 في دراسة الكيمياء بجامعة ميونخ بعد حصوله على إذن. بعد انتهاء الحرب أطلق الأمريكيون سراحه في خريف 1945. أكمل بعدها دراسته وتخرج في سنة 1949 . عمل دكتوراه كمساعد البروفسور ولتر هيبر في معهد الكيمياء اللاعضوية. حصل على الدكتوراة سنة 1952. ذهب سنة 1971 كأستاذ زائر في جامعة فلوريدا وكذلك في معهد تكنولوجيا ماساتشوستس سنة 1973.

## روابط خارجية
- إرنست فيشر على موقع الموسوعة البريطانية (الإنجليزية)
- إرنست فيشر على موقع مونزينجر (الألمانية)
- إرنست فيشر على موقع إن إن دي بي (الإنجليزية)